# Laka (mitologija)
U mitologijama Polinežana, ime Laka označava razne osobe. Kraljevi Havaja i Tahitija smatrali su da od jedne Lake — ili jednog Lake — potječu.

## Havaji
U havajskoj mitologiji, ime Laka može označavati barem četiri osobe iz drevnih priča. Ovo je njihov popis:
- Kukaohialaka, muški bog hule
- Papaolaka, aumakua povezan s Kumu-Honuom
- Laka, božica šuma i plodnosti (žena boga Lona), čiji je simbol biljka Metrosideros polymorpha
- Laka, sin ili kći heroja Wahieloe i njegove žene Hinahawae

Posljednja Laka se spominje u pojanju Kumulipu.
Ime Laka se može naći i u priči o Hiʻiaki, gdje je Laka sestra Hiʻiake i božice vatre Pele.

## Markižansko otočje
Prema mitu s ovog otočja, Aka, što je verzija imena Laka, bio je veliki putnik, unuk Tafakija. On je putovao do Rarotonge.

## Samoa
Na Samoi je Laka znan kao Lata te je u mitovima Samoe on poznat kao graditelj kanua koji je došao do Savai'ija.

## Tonga
U mitovima Tonge, Laka je predstavljen kao Lasa.

## Pandani
- Rātā
- Rata (tahićanska mitologija)
- Rata (Tuamotu)